# Филодендрон Марциуса
Филоде́ндрон Ма́рциуса, или Филоде́ндрон канноли́стный (лат. Philodéndron martiánum) — вечнозелёное цветковое многолетнее растение, вид рода Филодендрон (Philodendron) семейства Ароидные (Araceae).
Вид назван в честь ботаника Карла Фридриха Филиппа фон Марциуса (1794—1868).

## Ботаническое описание
В основном эпифиты, но при падении деревьев-хозяинов становятся наземными растениями.
Ствол очень короткий или отсутствует.
Листья располагаются в виде розетки, наподобие лепестков розы, сердцевидные, цельные (напоминающие листья канны), прямостоячие, 35—56 см длиной (могут вырастать до 2 м длиной и больше), 15—25 см шириной, заострённые у вершины, у основания клиновидные или усечённые, расширенные посередине, толстые, кожистые или полукожистые, глянцевые, в основном тёмно-зелёные; снизу немного более бледные, от полуглянцевых до матовых; боковые жилки едва заметны. Черешок короткий, 30—40 см длиной, С-образной формы с продольной ложбинкой, вероятно хранящий воду и крахмал, так как часто толстый и вздутый; края ложбинки острые.
Покрывало светло-зелёное, зеленовато-жёлтое или зеленовато-кремовое вверху и красновато-фиолетовое в пределах трубки.
Семена распространяются птицами или животными, поедающими плоды растения.

## Распространение
Растёт в тропических влажных лесах только на востоке и юге Бразилии, предпочитая затенённые места, на высоте до 900 м над уровнем моря. Встречается в Сантарене, Сан-Паулу и Рио-де-Жанейро, но в большем количестве — на побережье Атлантического океана. Преобладающая температура в местах произрастания от 20 до 35 °C.

## Классификация

### История
Филодендрон Марциуса был описан в 1899 году ботаником Генрихом Густавом Адольфом Энглером (1844—1930).
Синоним филодендрона Марциуса Philodendron cannifolium Mart. ex Kunth некоторыми ботаниками признаётся в качестве самостоятельного вида. Название Philodendron cannifolium публиковалось трижды и каждый раз относилось к уже описанному ранее виду. Название Philodendron cannifolium (Dryand. ex. Sims) Sweet было опубликовано в 1839 г. и относилось не к виду филодендрона, а к виду спатифиллюма, известному как Spathiphyllum cannifolium. Philodendron martianum был описан в 1841 г. Марциусом в третьем томе его «Флоры Бразилии» и по ошибке опубликован под названием Philodendron cannifolium Mart. ex Kunth. В третий раз название Philodendron cannifolium Engl. было опубликовано в 1899 г. как синоним для Philodendron rudgeanum Schott, в то время как этот вид является лианой с листьями наподобие спатифиллюма и растёт в Бразилии, Французской Гвиане и Колумбии.
По информации Королевских ботанических садов Кью Philodendron cannifolium Mart. ex Kunth — синоним Philodendron martianum Engl.. Для садоводов «синоним» растения означает, что для указания вида растения оба названия можно использовать попеременно. Однако в ботанике «синоним» означает, что первоначальное название было дано неправильно и таким образом является синонимом.